# Malcolm I d'Escòcia
Malcolm I d'Escòcia (gaèlic escocès: Máel Coluim mac Domnaill, 900-954) fou rei d'Escòcia, fill de Donald II. Vencé al rei dels vikings irlandesos, Amlaíb Cuarán, a Northúmbria el 945 i aconseguí que el rei Edmund d'Anglaterra, el 946, li cedís Cumberland i Strathclyde a canvi de ser el seu "col·laborador per mar i terra", però el rei gal·lès Dumnail recuperaria el regne un temps després.